# Vogorno
Vogorno foi uma comuna da Suíça, no Cantão Tessino, com cerca de 307 habitantes. Estendia-se por uma área de 23,9 km², de densidade populacional de 13 hab/km². Confinava com as seguintes comunas: Corippo, Cugnasco, Gordola, Lavertezzo, Mergoscia, Preonzo.
A língua oficial nesta comuna era o Italiano.

## História
Em 17 de outubro de 2020, passou a formar parte da nova comuna de Verzasca.